# Episodi di Haters Back Off (prima stagione)
La prima stagione della serie televisiva Haters Back Off, composta da 8 episodi, è stata interamente pubblicata dal servizio on demand Netflix il 14 ottobre 2016, in tutti i territori in cui il servizio è disponibile.
| nº | Titolo originale               | Titolo italiano                         | Pubblicazione   |
| -- | ------------------------------ | --------------------------------------- | --------------- |
| 1  | Uploding my Fist Video         | Il mio primo video!                     | 14 ottobre 2016 |
| 2  | Preeching 2 the Chior          | Il coro della chiesa e il vero amore    | 14 ottobre 2016 |
| 3  | Netwerking at the Nursing Home | Contatti importanti alla casa di riposo | 14 ottobre 2016 |
| 4  | Rod Trip With My Uncle         | In tournée con lo zio                   | 14 ottobre 2016 |
| 5  | Staring in a Musicall          | Un musical in salotto                   | 14 ottobre 2016 |
| 6  | Becuming a Magichin            | Diventerò una maga                      | 14 ottobre 2016 |
| 7  | Starr off the Parade           | La star della parata                    | 14 ottobre 2016 |
| 8  | i'm famous                     | Sono famosa adesso!                     | 14 ottobre 2016 |

## Il mio primo video!
- Titolo originale: Uploding my Fist Video
- Diretto da: Andrew Gaynord
- Scritto da: Colleen Ballinger, Chris Ballinger, Gigi McCreery e Perry Rein

### Trama
Miranda, seguendo il piano in cinque fasi dello zio Jim, pubblica il suo primo video su internet. Lo zio vuole però passare subito alla fase due del piano, la televisione, e decide di far girare uno spot alla nipote nel negozio di pesci dove lui lavora. Nel mentre Miranda, preoccupata per aver ricevuto un commento negativo sotto al video si fa scortare dall'amico e vicino di casa, Patrick.

## Il coro della chiesa e il vero amore
- Titolo originale: Preeching 2 the Chior
- Diretto da: Andrew Gaynord
- Scritto da: Justin Varava

### Trama
In chiesa, Bethany rimane attratta dal pastore Keith, mentre la figlia Miranda si infatua del chitarrista del coro, Owen. Miranda, nonostante la sua incapacità di cantare, decide perciò di entrare nel coro della chiesa, ma viene prontamente cacciata dal pastore. La madre di Miranda, nel frattempo, inizia una relazione con Keith.

## Contatti importanti alla casa di riposo
- Titolo originale: Netwerking at the Nursing Home
- Diretto da: Andrew Gaynord
- Scritto da: Russ Woody

### Trama
Emily decide di portare la sorella, Miranda, in casa di riposo dalla zia Moira, malata di demenza, sperando che la voce della sorella possa risvegliare qualcosa nella zia. Qui però Miranda, grazie all'intervento di Jim, incontra un famoso regista in pensione e decide di fare un provino per un suo film, durante il quale però il regista muore.
- Guest star: Ben Stiller

## In tournée con lo zio
- Titolo originale: Rod Trip With My Uncle
- Diretto da: Todd Rohal
- Scritto da: Colleen Ballinger e Chris Ballinger

### Trama
Keith rivela alla famiglia di essersi fidanzato con Bethany: ciò farà arrabbiare Miranda che inizia ad essere gelosa. Per questo Keith le offre la possibilità di un concerto in un famoso teatro della città ma, lo zio Jim, invidioso dell'uomo, propone alla nipote un tour bus ed un concerto irrealizzabile a Seattle.

## Un musical in salotto
- Titolo originale: Staring in a Musicall
- Diretto da: Todd Rohal
- Scritto da: Gigi McCreery e Perry Rein

### Trama
Lo zio Jim decide, dopo aver discusso con Bethany, di organizzare il musical Annie in giardino, con Miranda per protagonista. Jim farà per questo, nella sua stanza, insieme a Bethany, i provini per scegliere gli altri attori.

## Diventerò una maga
- Titolo originale: Becuming a Magichin
- Diretto da: Andrew Gaynord
- Scritto da: Justin Varava e Russ Woody

### Trama
Miranda fa un video tutorial su come si canta ma decide di non pubblicarlo, come invece consiglia lo zio. La ragazza decide perciò di farsi insegnare dei trucchi di magia da Patrick e di partecipare ad un provino per giovani maghi.

## La star della parata
- Titolo originale: Starr off the Parade
- Diretto da: Andrew Gaynord
- Scritto da: Gigi McCreery e Perry Rein

### Trama
Miranda, dopo aver incontrato l'amica dello zio, Maureen la regina dei materassi, decide che vuole partecipare al posto della donna, alla parata del "Grand Marshal". Lo zio decide perciò di organizzare un carro e insegnare ai vari ragazzi come essere delle majorette.
- Guest star: John Early

## Sono famosa adesso!
- Titolo originale: i'm famous
- Diretto da: Andrew Gaynord
- Scritto da: Colleen Ballinger e Chris Ballinger

### Trama
Miranda non vuole ancora pubblicare il video tutorial e decide per questo di partecipare, come ospite, al concerto di Owen, pensando che il ragazzo voglia fidanzarsi con lei. La ragazza inizia perciò a trascurare e ad allontanare da se stessa tutte le persone che le vogliono bene.